# Hammarby IF Ishockeyförening
För den tidigare ishockeyföreningen som gick i konkurs 2008, se Hammarby Hockey (1921–2008).
Hammarby IF Ishockeyförening (ursprungligen "Bajen Fans Ishockeyförening") är en svensk ishockeyklubb som bildades 2008 av supportrar till den förra Hammarby Hockey som gick i konkurs samma år.  A-laget spelade 2013-2021 i Hockeyettan (tidigare Division 1), Sveriges tredje högsta ishockeyserie.
Inför säsongen 2013/2014 hade laget endast en gång misslyckats med uppflyttning till nästa division när det var möjligt.  (En gång var uppflyttning omöjlig p.g.a. omorganisering i svensk ishockey.)  Givet dessa framgångar valde klubben att gå in i alliansföreningen Hammarby IF och anta namnet "Hammarby".  Denna förändring godkändes den 30 maj 2013.
För närvarande använder klubben  Kärrtorps IP i Söderort , men damlaget spelar sina hemmamatcher på Zinkensdamms IP på Södermalm.  Dessutom har de spelat en hemmamatch varje år mellan 2009 och 2018 och 2020 under våren på Hovet, det föregående Hammarby Hockeys gamla hemmais.  Även innan konkursen 2008 sökte den förra klubben efter en lokal där man kunde samla all klubbens verksamhet. Den nya klubben fortsätter att leta, och har lämnat in en skrivelse hos Stockholms stad om att få bygga en egen ishall på Kärrtorps IP för att undvika svårigheterna med att dela istid med andra klubbar.

## Historia
Klubben fick börja första säsongen (2008/2009) i Division 4, Sveriges lägsta division i ishockey för herrar, och hette då Bajen Fans Ishockeyförening. Man tog sig samma säsong via serieseger genast upp till Division 3 2009/2010. Stockholms division 3 var då sedan många år i praktiken två divisioner i en, en division 3 A och under den division 3 norra och södra, där man bara kunde avancera till A-serien. Bajen Fans vann den södra serien och skulle gjort ett sådant avancemang, men till följande säsong lades serierna om så att det nu bara blev en norr- och söder-serie. Bajen Fans lades nu i norra serien, vann den och efterföljande kvalserie och gick upp till Division 2 2011/2012. Där tog man sig till kvalserien till Division 1, men kom trea och missade uppflyttning.

## Säsonger
| Säsong        | Division                     | Placering     | Vårserie                  | Playoff/Kval                                  |
| Bajen Fans IF | Bajen Fans IF                | Bajen Fans IF | Bajen Fans IF             | Bajen Fans IF                                 |
| ------------- | ---------------------------- | ------------- | ------------------------- | --------------------------------------------- |
| 2008/2009     | Division 4 Stockholm Västra  | 1             |                           | uppflyttade                                   |
| 2009/2010     | Division 3 Stockholm Södra   | 1             |                           | uppflyttade                                   |
| 2010/2011     | Division 3 Stockholm Norra   | 1             |                           | 1:a i kvalserien till Division 2, uppflyttade |
| 2011/2012     | Division 2 Södra, Region Öst | 1             | 3:a i Alltvåan            | 3:a i Kvalserie D                             |
| 2012/2013     | Division 2 Södra, Region Öst | 1             | 3:a i Alltvåan            | 1:a i Kvalserie D, uppflyttade                |
| Hammarby IF   |                              |               |                           |                                               |
| 2013/2014     | Division 1D                  | 7             | 3:a i fortsättningsserien |                                               |
| 2014/2015     | Hockeyettan Östra            | 9             | 5:a i vårserien           |                                               |
| 2015/2016     | Hockeyettan Östra            | 6             | 2:a i vårserien           | Utslagna av Troja i playoff                   |
| 2016/2017     | Hockeyettan Östra            | 6             | 4:a i vårserien           |                                               |
| 2017/2018     | Hockeyettan Östra            | 8             | 1:a i vårserien           | Utslagna av Tranås i förkval.                 |
| 2018/2019     | Hockeyettan Östra            | 10            | 3:a i Vårettan            |                                               |
| 2019/2020     | Hockeyettan Östra            | 12            | 6:a i Vårettan            | Kvalserien inställd                           |
| 2020/2021     | Hockeyettan Östra            | 12            | 7:a i Vårettan            | 4:a i Östra kvalserien nedflyttade            |

Anmärkning
1. ↑  En serieomläggning gjorde att serien man spelade i nästa säsong också hette Division 3, trots uppflyttning.

## Nuvarande laguppställning

### Målvakter
- #30 Josef Nilsson
- #31 Linus Lundin

### Backar
- #3 Joakim Arnmark
- #5 Sebastian Johansson
- #8 Victor Mångs
- #15 William Carlén
- #16 Axel Åström
- #24 Alberts Ilisko
- #32 Oliver Forsberg
- #47 Jonathan Tärnblom

### Forwards
- #4 Mattias Enroth
- #9 Hampus Harlestam
- #10 Linus Nelson
- #11 Mattias Wigley
- #12 Oliver Hofbauer
- #14 Tim-Robin Johnsgård
- #18 Mattias Forsberg
- #19 Leo Engman
- #22 Anton Molnar
- #23 Carl Graf
- #25 Benjamin Blomberg
- #27 Christopher Usov
- #28 Sebastian Knösch
- #29 Juuso Kaijomaa
- #61 Marcus Carlsson